# 가바쌀
갈색 가바쌀은 감마아미노뷰티르산(Gamma Aminobutyric Acid, GABA, 가바) 함유량이 일반 현미에 비해 8배, 흑미보다 8배 많은 기능성 쌀이다. 가바 함유량이 높고 갈색을 띄는 특성으로 갈색가바쌀이라 이름 붙여졌다.
영남대학교 서학수 박사가 15년간 대한민국을 포함하여 세계 28개국을 돌며 수집한 잡초벼 약 1,500여종과 대한민국 우수 품종의 유용한 형질을 선택 육종시켜 개발한 신품종으로 종 및 학명은 Oryza Sativa L.이며 찰벼(노른자찰)와 메벼(금탑)이 있다.
갈색가바쌀은 잡초벼의 특성을 이어받아 별도의 관리 없이도 잘 자라며 섭씨 0도의 기후 조건에서도 살아남는 강인한 생존력을 지니고 있다. 특히 농약이나 비료를 주지 않아도 잘 자라는 특성으로 무농약이나 유기농 재배에 적합한 품종이며, 일반 벼에 비해 수확량이 5% 정도 더 많다.
- 표1. 갈색가바쌀 성분분석표 (한국식품저장유통학회, 단위:mg%)

|            | 일반백미 | 흑미 | 갈색가바현미 | 갈색가바찰현미 |
| ---------- | -------- | ---- | ------------ | -------------- |
| 수용성당질 | 0.88     | 0.00 | 1.83         | 2.08           |
| 가바GABA   | 0.84     | 1.52 | 6.65         | 6.21           |
| 알라닌     | 5.58     | 5.07 | 13.08        | 11.44          |

표2. 다른 쌀과 비교한 갈색가바쌀 식미검사 결과표(경상북도 농업기술원)
| 시료명          | 단백질함량(%) | 수분함량(%) | 아밀로스함량(%) | 식미값 |
| --------------- | ------------- | ----------- | --------------- | ------ |
| 미국 칼로스     | 6.7           | 12.7        | 18.6            | 76.2   |
| 일본 고시히카리 | 5.7           | 15.0        | 18.9            | 74.1   |
| 국내산 A        | 6.2           | 15.0        | 19.5            | 71.6   |
| 국내산 B        | 6.2           | 14.5        | 18.6            | 74.0   |
| 갈색가바쌀      | 5.7           | 13.2        | 19.5            | 87.5   |

효능
1. 뇌대사를 촉진시켜 집중력 강화 및 기억력 증진
2. 비만예방
3. 성인병 예방효과.
Neuropharmacology. 1971 Jan;10(1):103-8.
Blood-brain barrier to H3-gamma-aminobutyric acid in normal and amino oxyacetic acid-treated animals.
Kuriyama K, Sze PY.
1. ↑  Korean J. Food Preserv. Vol. 15. No.1. pp.118-124, 2008 February 2008 유색미의 화학적성분 및 항산화활성
2. ↑  잡초벼의 유용형질을 이용한 벼 신품종 개발 Breeding of New Rice Cariety Using the Useful Characters of Weedy Rice
3. ↑  잡초벼의 유용형질을 이용한 벼 신품종 개발- 품종특성기술 p.47, p.55
4. ↑  경상북도 경산시 갈색가바쌀 미질분석결과